# Batalla de Hímera (480 a. C.)
La Primera Batalla de Hímera (480 a. C.), que supuestamente tuvo lugar el mismo día que la más famosa Batalla de Salamina, o el mismo día que la Batalla de las Termópilas, enfrentó a las fuerzas griegas de Gelón y Terón, el tirano de Siracusa y el tirano de Agrigento, respectivamente, contra un ejército cartaginés al mando de Amílcar Magón. La derrota de Cartago supuso el fin de su amenaza sobre las colonias griegas de Sicilia.
Amílcar comandaba un gran ejército de Cartago, Libia, Iberia, Liguria, Elisicia, Cerdeña y Córcega contra los sicilianos. En la primavera de 480  a. C. zarpó de Cartago con un ejército de tierra de no menos de 300 000 hombres, con una flota de doscientas naves de guerra, así como más de 300 barcos de transporte. Durante la travesía del mar Líbico perdió los transportes de caballos y carros a causa de una tempestad. Después de desembarcar en Panormo y reponerse del desastre sufrido, a los tres días se dirigió con sus fuerzas de tierra a Hímera. Estableció dos campamentos, uno para el ejército de tierra y otro para las tripulaciones de las naves. Sacó las naves a tierra para que se secasen, las encerró en una empalizada y ocupó toda la zona occidental de la ciudad de Hímera. Después con sus tropas de élite emprendió la marcha contra la ciudad. Mientras parte de sus naves habían sido enviadas a Libia y Cerdeña a por provisiones, mató a muchos himereos que le salieron al encuentro.
Los cartagineses habían desembarcado previamente, en verano de 480 a. C., en su base siciliana de Panormo, a unos 45 km al oeste de Hímera, y asediaron la ciudad, donde se encontraba Terón. Ante esta situación, el tirano acragantino envió una embajada a Siracusa para pedir ayuda a Gelón. Este partió con no menos de 50 000 soldados de infantería y más de 5000 de caballería. Gelón se vio obligado a dividir sus fuerzas (por eso no pudo socorrer a los griegos contra Jerjes I) enviando sus efectivos terrestres en ayuda de Terón, mientras que su flota permanecería inmovilizada por la de Anaxilao en el estrecho de Mesina.
Gelón estableció su campamento en los alrededores de Hímera, la fortificó, la rodeó de un profundo foso y una empalizada. Después su caballería luchó contra los enemigos que vagaban por la región en busca de botín, la cual hizo más de 10 000 prisioneros.
Mientras Amílcar realizaba sacrificios en su campamento naval, un destacamento de caballería que regresaba de una incursión, condujo a Gelón un mensajero portador de una carta de los selinuntios, en la que se decía que para el día indicado por Amílcar, le enviarían un contingente de caballería. El día fijado era precisamente el que Amílcar iba a ofrecer el sacrificio. Entonces Gelón envió a su caballería al alba con la misión de dirigirse al campamento naval presentándose como si fueran los refuerzos enviados por Selinunte y, una vez dentro de la empalizada, matar a Amílcar e incendiar las naves. Esta estratagema la narra también Polieno. Apostó vigías en las alturas circundantes para que dieran una señal cuando la caballería hubiese completado su misión. Dada la señal, Gelón con todas us fuerzas en orden de batalla avanzó contra el campamento cartaginés. Los comandantes púnicos hicieron salir primero a todas sus fuerzas al encuentro de los siciliotas y trabaron combate. Las trompetas de uno y otro ejército dieron la señal de batalla. La carnicería fue grande, y estuvo indecisa, pero súbitamente, cuando las llamas se elevaron y dieron la noticia de la muerte de Amílcar, los cartagineses se dieron a la fuga. Gelón había dado orden de no hacer prisioneros y se produjo una matanza, que Diodoro estima en unos 50 000 hombres. Los supervivientes se refugiaron en una fortificación y al principio pudieron rechazar los asaltos, pero acuciados por la sed se entregaron.
Tras ganar la batalla, Gelón no pudo encontrar a Amílcar pese a lo exhaustivo de su búsqueda. Heródoto afirma que Amílcar, al no obtener un augurio favorable durante los diversos sacrificios que realizó ese día y luego de oír que su ejército estaba al borde de la derrota, saltó en medio de las llamas. Se supone que su cuerpo fue totalmente incinerado. Durante los años siguientes, los cartagineses le ofrecieron sacrificios y levantaron monumentos en su honor en varias colonias e incluso un espléndido monumento en Cartago. Pero como el culto a los héroes parece ser que no existió entre los fenicios, Heródoto debió confundir el nombre de Amílcar (Abd Melkart) y el del dios Melkart, forma fenicia del dios Baal.
Es probable que el ejército cartaginés fuese numeroso, pero seguramente no sobrepasara los 50 000 hombres. No existe evidencia alguna que respalde la cifra de 300 000 hombres, que hubiese sido vista como un ejército de proporciones míticas. No pudo haberse reunido un ejército semejante y ser derrotado, menos aún por los ejércitos pertenecientes a las pequeñas ciudades estado de la Sicilia griega. Esta cifra desorbitada, que menciona también Diodoro Sículo, puede ser una exageración patriótica de los griegos de Sicilia a fin de igualar los efectivos de Amílcar con los de Mardonio en la campaña de 479 a. C.
Si Amílcar se suicidó antes del clímax de la batalla, tal como se sugiere, los griegos no sólo obtuvieron la victoria, sino que aniquilaron a una fuerza inmensamente mayor.